# Dworek w Grabonogu

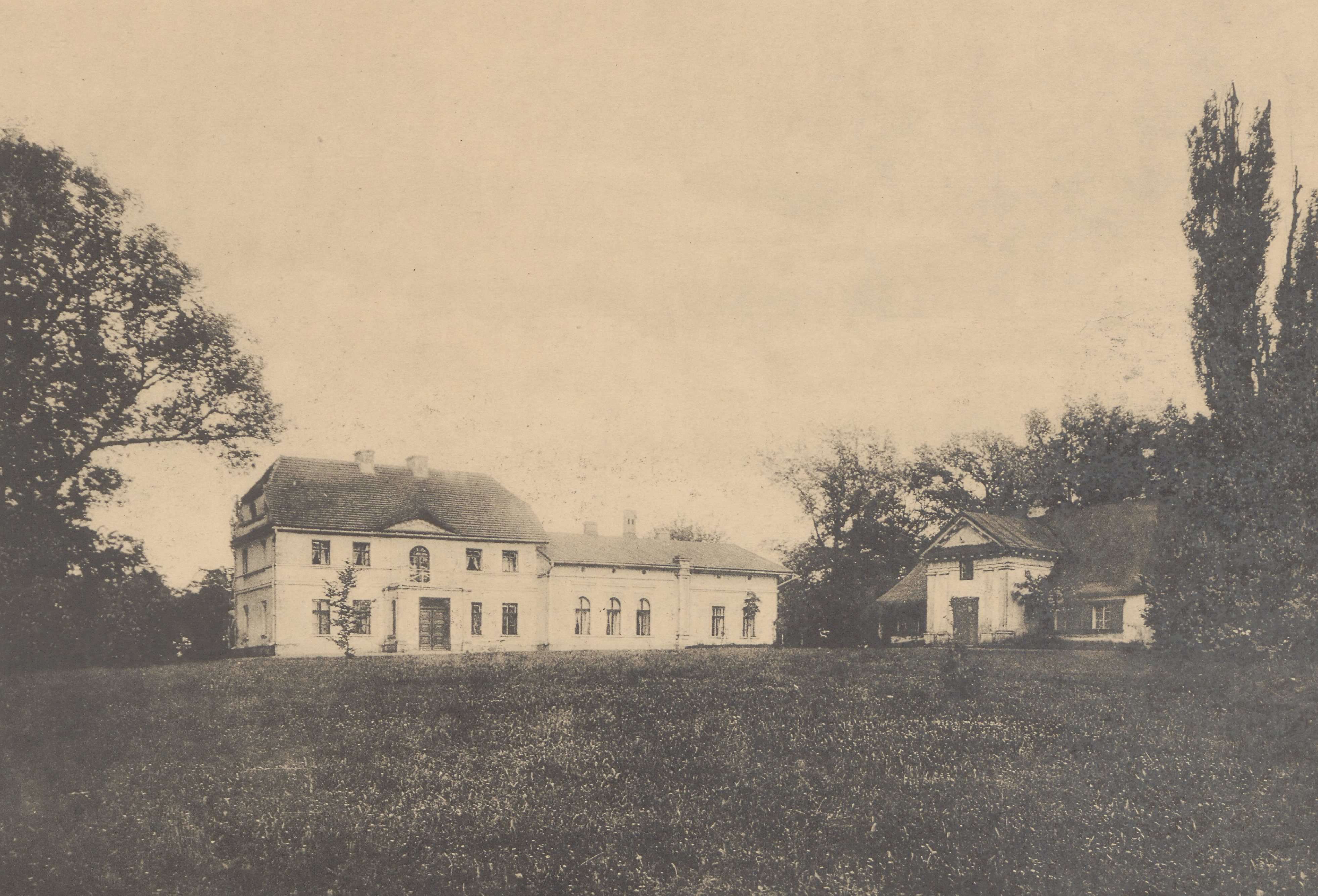
Widok dworu przed 1912

Dworek w Grabonogu – zabytkowy klasycystyczny dworek, znajdujący się we wsi Grabonóg, w powiecie gostyńskim, w województwie wielkopolskim.

## Historia
Dobra, na których stoi dworek w Grabonogu, często zmieniały właścicieli. Byli nimi, m.in. Górkowie, Czarnkowscy, Mielżyńscy, a także Wilkońscy i Bojanowscy. Prawdopodobnie za czasów Wilkońskich, około 1800 roku, został wzniesiony klasycystyczny dworek. Po śmierci Wincentego Wilkońskiego, wdowa po nim, Teresa Wilkońska poślubiła Walentego Bojanowskiego. W drugiej połowie XIX wieku Dobronogiem zarządzał Teofil Wilkoński, syn Teresy z pierwszego małżeństwa. W 1868 roku dobra nabył na przymusowej licytacji Apolinary Lossow. Wówczas powstał nowy dwór, a stary zamieniono w oficynę. Majątek należał do rodziny Lossow do 1939 roku. Obecnie dworek jest siedzibą muzeum etnograficznego imienia Edmunda Bojanowskiego.

Przy dworze znajduje się park o powierzchni 2,17 ha, a w nim dwa stawy.

## Architektura
Budynek powstał na planie prostokąta. Jest to parterowy dworek o konstrukcji szkieletowej, wypełniony gliną oraz cegłą. Nad przednią elewacją góruje piętrowy ryzalit z drewnianymi pilastrami w porządku doryckim, o trójkątnym szczycie. Czterospadowy dach pokryty jest gontem. Główne wejście, które wiedzie do sieni przykrytej drewnianym stropem, wsparte jest na dwóch drewnianych kolumnach.

## Błogosławiony Edmund Bojanowski
W grabonoskim dworku, w 1814 roku, urodził się Edmund Bojanowski, syn Walentego Bojanowskiego i Teresy Wilkońskiej, przyrodni brat Teofila Wilkońskiego. Mieszkał w nim aż do 1857 roku, kiedy to z powodów finansowych, Teofil był zmuszony do sprzedaży majątku. W muzeum jeden pokój poświęcony jest patronowi. Można w nim oglądać pamiątki po błogosławionym Edmundzie Bojanowskim, podarowane przez Siostry Służebniczki Najświętszej Maryi Panny.